# Alfonso Cuevas Calvillo
Alfonso Cuevas Calvillo (México, 1927-Guadalajara, Jalisco, México, 20 de mayo de 2012) fue un empresario mexicano que fungió como presidente del Club Deportivo Guadalajara durante el período de 1977 a 1983.

## Biografía
Nació en 1927, hijo de Guillermo Cuevas González y Josefina Calvillo. Se casó con Sara Berta Ramírez, tuvo 8 hijos, 20 nietos y 7 bisnietos.
Desde la década de los 1960s, ocupó varios puestos administrativos dentro de la institución rojiblanca, entre estos se encuentra el de secretario en la administración de Enrique Ladrón de Guevara y el de vicepresidente en la gestión de Evaristo Cárdenas.
Llegó a la presidencia del Club Deportivo Guadalajara en el año de 1977, y permaneció en el puesto hasta 1983. De igual manera, de 1981 a 1983 fue parte de la Comisión Organizadora de la Selección Nacional.
Fuera del ámbito deportivo, se desempeñó durante varios años como funcionario de la Cámara Alimenticia de Jalisco, llegando a la presidencia en el año de 1985. Fue avicultor, y también fungió como Gerente General de la compañía Bodegas América.
Murió la noche del domingo 20 de mayo de 2012, a las 21:00 horas, producto de una severa neumonia combinada con diabetes, enfermedad que padeció en sus últimos años. Sus restos fueron cremados y depositados en el Parque Funeral Colonias.